# Càl·licles (metge)
|  | Per a altres significats, vegeu «Càl·licles (desambiguació)». |

Càl·licles (en grec Καλλικλῆς, "Kallikles", en llatí Callicles) fou un metge grec que va viure probablement al segle III o II aC.
Galè el menciona i diu que formava part de la secta dels empírics, un dels grans corrents o sectes de la medicina clàssica basat en l'observació del pacient.